# Bristol M.1
Il Bristol M.1 Bullet fu un caccia monoplano prodotto dall'azienda britannica Bristol Aeroplane Company negli anni dieci del XX secolo ed utilizzato principalmente dalla Royal Flying Corps durante la prima guerra mondiale.

## Storia del progetto
Frank Barnwell progettò il prototipo del velivolo, chiamato M.1A, nel 1916 e fu costruito come appalto tra privati dalla Bristol Aeroplane Corporation. Successivamente, il War Office ordinò quattro esemplari dell'aereo per poterli testare ma richiese di modificare il velivolo con l'installazione della mitragliatrice Vickers calibro .303 e di rivedere il profilo alare per poter dare una maggiore visibilità verso il basso al pilota, per cui il nuovo modello verre ribattezzato come M.1B.
Nonostante le ottime prestazioni del velivolo, più veloce di 50–80 km/h dei contemporanei Fokker Eindecker, non fu accettato dall'Air Ministry per essere impiegato sul fronte occidentale, apparentemente perché la sua velocità di atterraggio era considerata troppo alta per i piccoli aeroporti francesi, ma più probabilmente a causa di una diffusa convinzione circa l'intrinseca pericolosità dei monoplani in combattimento.
Tuttavia, il 3 agosto del 1917, venne inviato un ordine di produzione per 125 esemplari denominati M.1C ed equipaggiati con un motore rotativo Le Rhône; inoltre venne ripensata la posizione della mitragliatrice, posta, in questa versione, centralmente e di fronte al pilota.
Un singolo M.1, registrato come G-EAVP, fu riconvertito a banco di prova per il nuovo motore radiale a tre cilindri Bristol Lucifer. Questo aereo venne ribattezzato M.1D.

## Impiego operativo
33 M.1C servirono nel Medio Oriente e nei Balcani nel biennio 1917-1918, mentre le altre unità furono utilizzate come aerei scuola in Inghilterra e spesso come mezzi di trasporto privati per ufficiali anziani.
Sei furono inviati al Cile in parte come risarcimento per due navi da guerra costruite in Gran Bretagna per la marina cilena ma mai consegnate. Uno di questi, pilotato dal tenente Dagoberto Godoy, volò da Santiago del Cile a Mendoza, Argentina, e viceversa il 12 dicembre 1918 e fu il primo volo ad attraversare interamente le Ande.

## Varianti
M.1A
Prototipo equipaggiato con un motore rotativo Clerget.
M.1B
Quattro esemplari di prova.
M.1C
Modello prodotto in serie, 125 esemplari realizzati.
M.1D
Velivolo di test per il motore radiale a tre cilindri Bristol Lucifer.

## Utilizzatori
Cile
- Servició de Aviación Militar de Chile

 Regno Unito
- Royal Flying Corps
- Royal Air Force